# Inmigración china en Indonesia

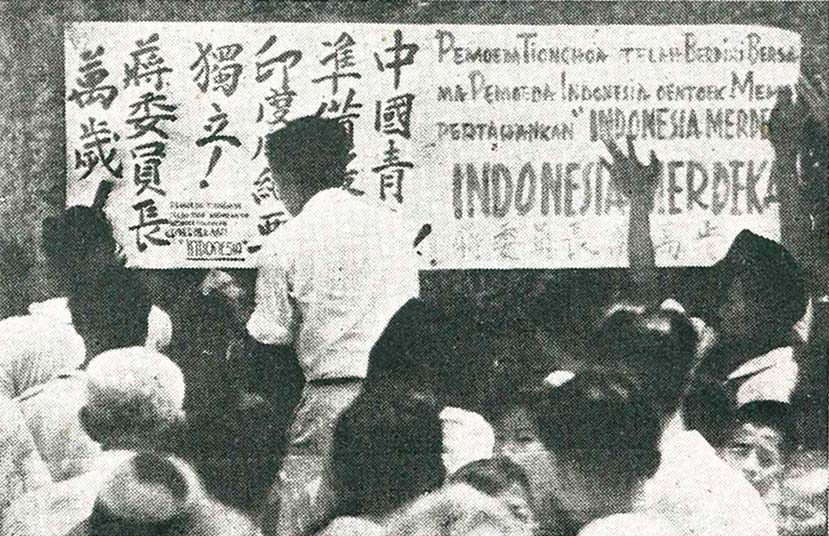
Lema que proclama que chinos e indonesios están juntos

Los chinos de indonesia, chino-indonesios, sinoindonesios o Tionghoa, son indonesios descendientes de varios grupos étnicos chinos, principalmente de los Han; esto también incluye a los que migraron a Indonesia o las antiguas Indias Orientales Neerlandesas. Estas migraciones se hicieron directamente cruzando por todo el sureste asiático. La población creció rápidamente durante el período colonial, cuando algunos trabajadores del sur de China fueron contratados para trabajar en Indonesia. En el censo de población de Indonesia en el año 2010, 2,8 millones afirmaban ser de origen chino: 1,20 % de la población nacional. En virtud de la política holandesa de clasificación étnica, los indonesios chinos eran considerados como "extranjeros orientales", aunque se esforzaban por entrar en la escena sociopolítica colonial y nacional, a pesar de los éxitos en sus emprendimientos económicos.
Ha habido discriminación de ellos a lo largo de la historia de Indonesia, aunque la política gubernamental indonesia intenta evitarlo desde 1998. El resentimiento de la aptitud económica de origen chino creció en la década de 1950, y los comerciantes nativos indonesios sentían que no podían seguir siendo competitivos. En algunos casos, la acción de gobierno sólo propaga el estereotipo de que los conglomerados étnicos de propiedad china eran corruptos. A pesar de la crisis financiera asiática de 1997 interrumpió seriamente a sus actividades comerciales, la reforma de la política gubernamental y la legislación elimina una serie de restricciones políticas y sociales en los indonesios chinos.
Cuando el gobierno del Nuevo Orden del general Suharto llegó al poder entre 1966-1967, introdujo un sistema político basado únicamente en la ideología Pancasila (“Cinco Principios”). Para evitar que resurgieran las batallas ideológicas que ocurrieron durante la presidencia de Sukarno, la "democracia Pancasila" de Suharto buscó un sistema despolitizado en el que ya no se permitían discusiones sobre la formación de una identidad étnica china cohesionada. En 1967 se formó un comité gubernamental para examinar diversos aspectos del "problema chino" (Masalah Cina) y el Comité de Gobierno estuvo de acuerdo en que la emigración forzada de comunidades enteras no era una solución: el desafío era aprovechar su aptitud económica eliminando al mismo tiempo la percepción que se tenía de su dominio económico. El Instituto semi-gubernamental para la Promoción de la Unidad Nacional (Lembaga Pembina Kesatuan Bangsa, LPKB) se formó para asesorar al gobierno sobre cómo facilitar la asimilación de los chinos indonesios. Este proceso se realizó resaltando las diferencias entre los chinos étnicos y los "pribumi" (indígenas), en lugar de buscando similitudes. Se prohibieron las expresiones de la cultura china a través del idioma, la religión y los festivales tradicionales y se presionó a los chinos étnicos para que adoptaran nombres que sonaran indonesios.
El desarrollo de la sociedad china y la cultura local se basa en tres pilares: #1 Las asociaciones de clanes #2 Los medios de comunicación étnicos #3 Las escuelas de lengua china. Esto floreció durante el periodo del nacionalismo chino en los últimos años de la dinastía Qing y durante la Segunda Guerra Sino-japonesa, sin embargo, las diferencias,  los sentimientos nacionalistas provocaron una división en la población. Un grupo apoya las reformas políticas en China continental, mientras que otros trabajaron hacia una mejor situación en la política local.
La población sinoindonesia en Java, forman casi la mitad de la población en esa isla. Aunque por lo general son más urbanizados que la población nativa, existen comunidades rurales y agrícolas importantes en todo el país. La disminución de las tasas de fecundidad han dado lugar a un desplazamiento hacia arriba en la pirámide de población, que aumenta la edad media. La emigración ha contribuido a una disminución de la población y algunas comunidades migraron a países más industrializados en la segunda mitad del siglo XX. Algunos participaron en los programas de repatriación a la República Popular de China, mientras que otros emigraron a los países occidentales para escapar de un sentimiento hostil hacia los chinos. Entre los residentes en el extranjero, sus identidades son notablemente más indonesios que chinos.
- Datos: Q1945786
- Multimedia: Chinese Indonesians / Q1945786